# コネマラ山地
コネマラ山地（コネマラさんち、愛: Conamara、英: Connemara）は、アイルランドのゴールウェイ県にある山地。

## 概要
山地内にはムウェルレア山（Mt. Mwellrea、819m）が、東側には、マスク湖、コリブ湖の2つの湖がある。
この地域には、伝統的なアイルランド文化との強い結びつきがあり、コノートのアイルランド語を話す国内最大のゲールタハト地域である。

## 語源
コネマラは、「コンマクネ・マラ（Conmacne Mara）」という部族名に由来している。コノートの各地にいくつもの支流があった初期の部族集団「コンマクネ（Conmacne）」のひとつである。この支流は、海のそばに住んでいたため、コンマクネ・マラ（アイルランド語で海は「muir」、属格「mara」、それゆえ「海の」）として知られるようになった。現在のコネマラの東側の地域は、デルヴナ・ティール・ダー・ロハ（Delbhna Tír Dhá Locha）と呼ばれていた。

## 定義
コネマラの一般的な定義は、ゴールウェイ西部の大部分、つまりコリブ湖とゴールウェイ市の西側の県の一部で、キラリー港、ゴールウェイ湾、大西洋に囲まれているというものである。コネマラの定義には、より限定的なものもあるが、歴史的にはコンヴァクネ・マラ（Conmhaícne Mara）の領土であり、ゴールウェイ県の北西部に位置し、メイヨー県との境界線上に位置すると定義されている。この名前はゴールウェイ県西部のゲールタハト（アイルランド語を話す地域）を示すのにも使われているが、いくつかは伝統的なコネマラの境界線の外側にあるため、不正確であると主張されている。
現在のコネマラと呼ばれる広い地域は、16世紀にイギリスが統治するアイルランド王国の一部となるまで、以前はオ・フラットベッタ（Ó Flaithbertaigh）の統治下にあったイア・コノート（Iar Connacht）として知られていた。

## 地理

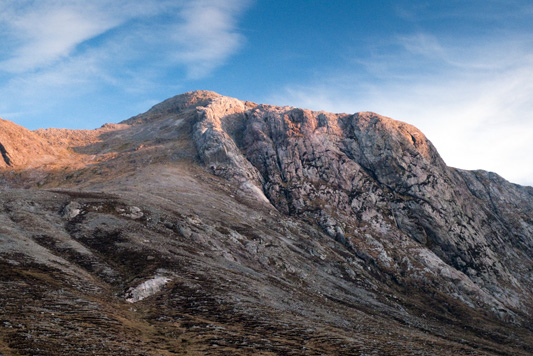
トウェルブ・ベンズ

コネマラは、コリブ湖の西に位置するゴールウェイ県の一部である「西コノート」のイア・コノート（Iar Connacht）の領土にあり、伝統的には北コネマラと南コネマラに分かれていた。トウェルブ・ベンズの山々と、アン・クロハン/クリフデン（An Clochán / Clifden）で海に注ぐオーウェングリン川が、この2つの地域の境界線を示していた。
コネマラの海岸は複数の半島で構成されている。南部のIorras Ainbhtheach（時にはIorras Aithneach）が最大半島で、カルナ（Carna）とキルキエラン（Kilkieran）の村が含まれている。エリスモア半島（Errismore Peninsula）はバリーコニーリー（Ballyconneely）の村の西の地域で構成されている。エリスベッグ半島（Errisbeg Peninsula）はラウンドストーン村（Roundstone）の南に位置している。エリスラナン半島はクリフデンの町のすぐ南に位置しており、キングスタウン（Kingstown）、クーラクロイ（Coolacloy）、オーガス（Aughrus）、クレガン（Cleggan）、レンビル（Renvyle）の半島はコネマラの北西部に位置している。コネマラの沖合にある数多くの島々のうち、イニシュボフィン（Inishbofin）が最大の島で、他の島には、オメイ（Omey）、イニシャーク（Inishark）、ハイアイランド（High Island）、フリアーズ島（Friars Island）、フィーニッシュ（Feenish）、マイニス（Maínis）がある。

## 歴史

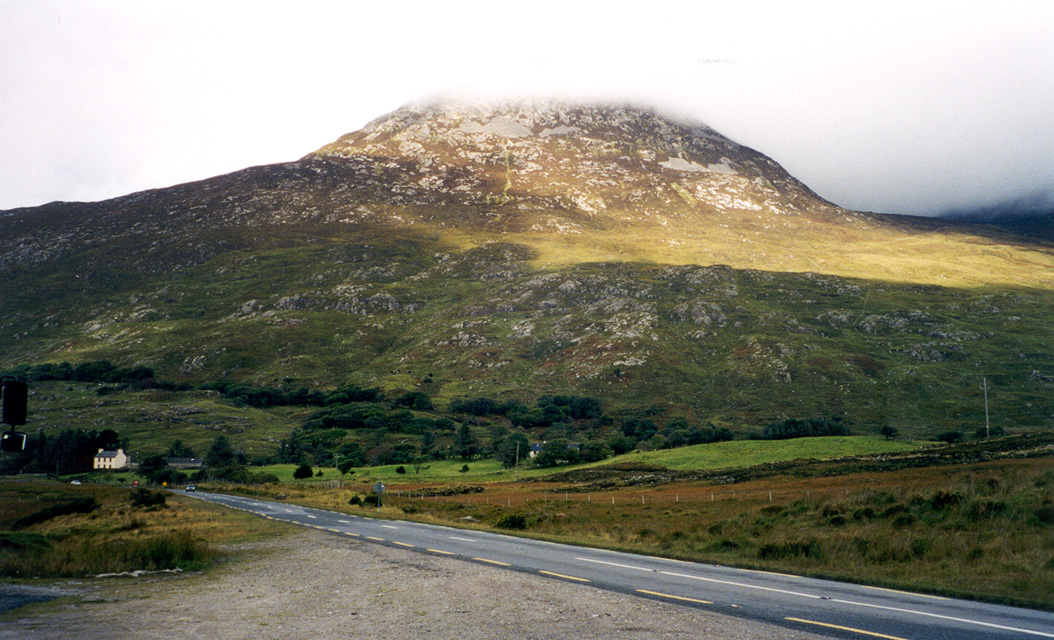
曇りの日のコネマラ

キーリー一族（Ó Cadhla）は13世紀までコネマラを支配していたが、その後フラットベッタ族（Ó Flaithbertaigh）に追いやられた。後者は、13世紀初頭のコノートへのアングロ・ノルマンの侵攻の際に、メイ・ショラ（Maigh Seola、ゴールウェイ県コリブ湖東岸の領土）からイア・コノート（Iar Connacht、現在のコネマラ付近にあったアイルランドゲール王国）に逃げ込んだ。
コネマラの主な町はクリフデンである。町の周辺には巨石墓が豊富にある。「コネマラ・グリーン・マーブル」は、ストリームスタウンとリソーターの間の線に沿って露頭している。
コネマラは1840年代後半の大飢饉の際に急激に過疎化し、アングロ・アイルランド人のマーティン家の土地は大きな影響を受け、破産した地主は1849年に競売にかけられた。
ジョン・オールコックとアーサー・ブラウンが操縦したアイルランド初の大西洋横断飛行は、1919年にクリフデンに着陸した。

## 交通
コネマラへはバス・エールン、またはシティ・リンクが利用できる。1895年から1935年までは、ゴールウェイ市とクリフデンを結んだミッドランド・グレート・ウェスタン鉄道の支線により運行されていた。
ゴールウェイからクリフデンへ国道N59号が通っている。ゴールウェイから地方道R336号で始まる海岸沿いのルートもある。また、コネマラの風景を見ることができる45kmのコネマラ・ループという道路もある。
エアーアラン・アイランズは、アラン諸島の南にあるコネマラ空港からアラン諸島に就航している。

## 大衆文化

### 映画
- 『静かなる男』、ジョン・フォード（1952年）
- 『ザ・フィールド』、ジム・シェリダン（1990年）
- 『ザ・ガード〜西部の相棒〜』、ジョン・マイケル・マクドナー（2011年）

### 文学
- 『ビューティ・クイーン・オブ・リーナン』、マーティン・マクドナー（1996年）